# Memantin
Memantin ist ein Derivat des Amantadins und zur Behandlung der moderaten bis schweren Demenz-Formen vom Alzheimer-Typ zugelassen. Es ist der einzige Vertreter der Klasse der NMDA-Rezeptor-Antagonisten (NMDA = N-Methyl-D-Aspartat) bei den Anti-Alzheimer-Medikamenten. Eine klinische Wirksamkeit bei leichter Alzheimer-Demenz ist nicht belegt.

## Klinische Angaben

### Anwendungsgebiete
Memantin ist in Europa und den USA zur Behandlung der moderaten bis schweren Alzheimer-Demenz zugelassen.
Außerdem wird es in der Parkinsontherapie als Medikament in der frühen Therapie eingesetzt, genau wie Amantadin selbst. Es findet zunehmend bei psychiatrischen Störungen Anwendung, wo es bei Zwangsstörungen und ADHS positive Hinweise für eine Wirksamkeit gibt.

### Wechselwirkungen mit anderen Medikamenten
Memantin verstärkt die Wirkung von Anticholinergika und Dopaminagonisten. Die Wirkung von Neuroleptika und Barbituraten kann abgeschwächt werden.
Eine Therapie zusammen mit dem Cholinesterasehemmer Donepezil zeigte in Studien synergistische Effekte.

### Unerwünschte Wirkungen
Nebenwirkungen sind motorische Unruhe, Kopfschmerzen, Müdigkeit, Verwirrtheit, Halluzinationen, Verstopfung, anormaler Gang, Schwindel, Übelkeit, Erbrechen, erhöhte Krampfbereitschaft.

## Wirkungsmechanismus
Memantin ist ein moderat-affiner nichtkompetitiver Antagonist des NMDA-Rezeptors und greift somit am glutamatergen System an. Glutamat ist ein erregender Neurotransmitter im zentralen Nervensystem und Störungen im glutamatergen Neurotransmitter-System spielen eine bedeutende Rolle in der Pathophysiologie primärer Demenzen.
Aufgrund seines spezifischen Bindungsverhaltens am NMDA-Rezeptor blockiert Memantin schädliche Glutamat-Wirkungen, die zu Funktionseinschränkungen und schließlich zum Absterben von Nervenzellen führen. Memantin gibt den mit dem Rezeptor verbundenen Ionenkanal wieder frei, sobald ein physiologisches Signal eintrifft, wie z. B. bei kognitiven Prozessen. Der Lern- und Gedächtnisvorgang kann weiter ablaufen.

## Geschichte
Memantin wurde von Merz entwickelt und ist seit 2002 zur Behandlung der Alzheimerschen Krankheit zugelassen. Von Forest wurde Memantin für die USA und von Lundbeck für einige europäische und internationale Märkte lizenziert. Zuvor wurde Memantin unter der Bezeichnung Akatinol für die Behandlung spastischer Leiden, des hirnorganischen Psychosyndroms, Parkinson-Krankheit bzw. leichter und mittelschwerer Hirnleistungsstörungen eingesetzt. Die Umbenennung und Indikationserweiterung ging mit einer erheblichen Preiserhöhung einher.

## Studien

### Ältere Studien
In verschiedenen Untersuchungen konnte gezeigt werden, dass das cholinerge Defizit nicht alleinverantwortlich für die Demenz-Pathologie ist, sondern Störungen im glutamatergen Neurotransmitter-System entscheidend an der Pathologie der Demenzen beteiligt sind. Deshalb ist die Modulation der Glutamat-Wirkung im Gehirn, die vorwiegend über NMDA-Rezeptoren erfolgt, ein neuer Behandlungsansatz.
Die Behandlung mit Memantin kann laut einer Auswertung von zwei randomisierten Studien unter Beteiligung des Herstellers Merz dazu beitragen, demenzbedingte Verhaltensstörungen zu vermindern.

### IQWiG
Das deutsche Institut für Qualität und Wirtschaftlichkeit im Gesundheitswesen (IQWiG) untersuchte 2009 im Rahmen einer Arzneimittelbewertung alle öffentlich zugänglichen Studien sowie die vom Hersteller zur Verfügung gestellten Studiendaten und kam zu dem Schluss, dass es keinen Beleg für einen Nutzen der Memantin-Therapie bei Patienten mit Alzheimer-Demenz gebe. In den Bereichen „Aktivitäten des täglichen Lebens“ und „kognitive Leistungsfähigkeit“ würden sich zwar Effekte der Memantin-Therapie zeigen. Aufgrund der geringen Ausprägung dieser Effekte sei deren Relevanz jedoch fraglich, sodass sich ein Nutzen der Memantinbehandlung daraus nicht ableiten ließe.
Aufgrund der von der Firma Merz im Nachgang berechneten und an den G-BA übermittelten Responderanalysen ergibt sich folgende Änderung des Fazits des Abschlussberichts:
„Hinsichtlich der Vermeidung einer relevanten Verschlechterung im Bereich der kognitiven Leistungsfähigkeit ergibt sich der Beleg für einen Nutzen von Memantin bei Patienten mit Alzheimer-Demenz. Im Bereich der alltagspraktischen Fähigkeiten ergibt sich bei Beachtung der unsicheren Responsekriterien und der gleichzeitig geringen Größe des Effekts ein Hinweis auf einen Nutzen von Memantin.“

### Cochrane
Die Memantin-Therapie führt bei mittelschwerer bis schwerer Alzheimersymptomatik bei den drei Kerndomänen (Kognition, Alltagskompetenz, klinischer Gesamteindruck) nach sechs Monaten zu statistisch signifikanten, insgesamt jedoch geringen Besserungen bzw. Verzögerungen der Symptomatik verglichen mit einer Placebobehandlung.
Bei Menschen mit leichter Alzheimer-Krankheit wirkt Memantin wahrscheinlich nicht besser als Placebo. Eine Langzeitstudie ist erforderlich, um festzustellen, ob ein Beginn einer Behandlung mit Memantin im frühen Stadium, wie er gängig praktiziert werde, langfristig vorteilhaft ist. Ein geringer Nutzen von Memantin bei mittelschwerer bis schwerer Alzheimer-Demenz zeigt sich unabhängig davon, ob gleichzeitig Cholinesterase-Hemmer angewendet werden.

## Chemisch-physikalische Eigenschaften
Memantin hat vier stereogene Zentren (zwei pseudochirale und zwei chirale). Da über die Symmetrieebene zwischen den beiden chiralen Zentren die Molekülhälften aufeinander abgebildet werden können, ist das Molekül nicht chiral.
Arzneilich wird der Wirkstoff in Form seines Hydrochlorids eingesetzt.

## Herstellung
Die Synthese aus 1,3-Dimethyladamantan ist beschrieben.

## Handelsnamen
Axura (EU, CH), Ebixa (EU, CH); zahlreiche Generika